# أحمد محمد عوف
أحمد محمد عوف (ولد في 9 يناير 1936 في المحمودية، محافظة البحيرة - توفي في 14 يناير 2007) هو كاتب مصري اهتم بالمواضيع الصحية والفلسفية والفلكية والقومية والأثرية والتاريخية، وله العديد من المقالات، نشرت بالصحف القومية والعربية طوال 40 سنة، ولاسيما في جريدة الأخبار كأحد كتابها. كان له أيضا مقالات دورية في عدة مجلات مصرية منها مقال علمي شهري منذ عام 1990م في مجلة العلم التي تصدرها أكاديمية البحث العلمي والتكنولوجيا يناقش فيه آخر ما يدور في العالم حول العلوم الحديثة.

## نشأته وأبرز إنجازاته
- التحق بمدرسة الأمير عمر طوسون في المحمودية في المرحلتين الابتدائية والثانوية.
- التحق بكلية الصيدلة بجامعة القاهرة وحصل منها علي بكالوريوس الصيدلة والكيمياء عام 1961م ودبلوم الصيدلة الصناعية عام 1969م.
- عمل صيدلي بالقوات الجوية المصرية بين عامي 1961 – 1987
- عضو مؤسس للجمعية المصرية لعلوم وأبحاث الأهرام والإعلام الصحي شمس النيل وهي أول جمعية في العالم تتناول علوم الأهرام وأبحاث عن تأثيرات الطاقة في النموذج الهرمي وتضم علماء من مختلف التخصصات، وتعد لأول مؤتمر دولي يجمع المهتمين بالهرم في العالم.
- برز كاتبًا موسوعيًّا وعضو اتحاد كتاب مصر.

## جوائز
- حصل على كأس الانضباط العسكري على جميع وحدات القوات المسلحة عام 1987.
- حصل على الميداليتين الفضية والذهبية من نقابة الصيادلة في يوم الصيدلي لجهوده ولتميزه في المهنة وللحفاظ والدفاع عنها.
- حاصل على تمثالين ذهبيين للكاتب المصري للمشاركة في مهرجان القراءة للجميع.

## من كتبه
- القاديانية، مكتبة النهضة العربية.
- خفايا البهائية، مكتبة النهضة العربية.
- الأزهر في ألف عام، أصدره الأزهر في طبعتين بمناسبة الاحتفال الرسمي بالألفيتين الهجرية والميلادية لبناء جامع الأزهر.
- منظومة الحياة، سلسلة العلم والحياة، العدد 114، الهيئة المصرية العامة للكتاب.
- المؤامرات الخفية ضد الإسلام والمسيحية، دار الزهراء للإعلام.
- أحوال مصر من عصر لعصر (تاريخ مصر)، دار العربي للنشر.
- أنت والدواء، طبعتان: طبعة سلسلة العلم والحياة، الهيئة المصرية العامة للكتاب وطبعة مكتبة الأسرة.
- أوهام وحقائق في الطب، سلسلة العلم والحياة، الهيئة المصرية العامة للكتاب، العدد 150.
- عبقرية الحضارة المصرية القديمة، طبعتان (طبعة سلسلة العلم والحياة، الهيئة المصرية العامة للكتاب وطبعة مكتبة الأسرة).
- رحلة في الكون والحياة 3 أجزاء، طبعتان (طبعة سلسلة العلم والحياة، الهيئة المصرية العامة للكتاب وطبعة مكتبة الأسرة) تضم ما نشر بمجلة العلم.
- رحلات علمية معاصرة، كتاب في أدب الرحلات العلمية المعاصرة، سلسلة العلم والحياة، الهيئة المصرية العامة للكتاب.
- مرض السكر: أكاذيب وحقائق، سلسلة العلم والحياة، العدد 130، الهيئة المصرية العامة للكتاب.
- أفلا تبصرون، سلسلة العلم والحياة، العدد 136، الهيئة المصرية العامة للكتاب.
- مدينة الفسطاط وعبقرية المكان (بمناسبة مرور 14 قرن علي إنشاء مدينة الفسطاط كأول مدينة إسلامية في أفريقيا)، سلسلة العلم والحياة، الهيئة المصرية العامة للكتاب.
- صناع الحضارة العلمية في الإسلام، جزءان، سلسلة العلم والحياة، العددان 87، 88، الهيئة المصرية العامة للكتاب.
- الموسوعة الحديثة للعلاج بالأعشاب والطب البديل، طبعة خاصة.
- موسوعة الأعشاب الطبية، سلسلة العلم والحياة، العدد 95، الهيئة المصرية العامة للكتاب.
- موسوعة الأعشاب الطبية.
- منظومة (الكون الأعظم) في المكان والزمان.
- موسوعة حضارة العالم تسعة أجزاء.
- قصة البشر فوق الأرض.
- عبقرية الحضارة الإسلامية.
- المفسدون في الأرض.
- غوامض الكون.
- مرض السكر
- شيء من العلم
- تاريخ الفلك
- أمراض شائعة وعلاجها.
- معجم دكتور عوف في معاني كلام العرب
- الكاتب: صاحب نظرية (الكون الأعظم) في الفلك والتي نشرت بمجلة العلم في أربع مقالات وفند فيها نظرية النسبية لإينشتين

## من أقواله
| أحمد محمد عوف | أعطني حرية أعطك حضارة مبتكرة. لأن العبيد يبنون الأوابد الصماء والأحرار يبدعون | أحمد محمد عوف |

| أحمد محمد عوف | العظماء لا يرحلون والأقزام يموتون | أحمد محمد عوف |

| أحمد محمد عوف | كيف أطلب ممن لا يجد الرغيف أن يشتري كتابا؟ كيف يفكر إنسان في شراء كتاب وهو لا يملك قوت يومه؟ كيف أطلب من حزين أن يفرح؟ كيف أطلب من فاقد الفكر أن يعطي فكرا؟ كيف أطلب من مكلوم أن يغني؟ كيف أناشد مغلولا أن يرقص؟ كيف أطلب من مقيد اليدين أن يكتب؟ | أحمد محمد عوف |

- العلماء لا يصنعون الحقائق بل يكتشفونها.
- الكاتب الملتزم مرآة أمته.
- التاريخ ملك للأمة، لايلحد فيه جاهل أو حاقد أو كاتب سلطة.
- الكتابة شهادة حق يراد بها الحق.
- الحضارات تولدت من عباءات السلاطين.
- الأمم تبني بديمقراطية الحوار وديكتاتورية القرار.
- من كان رزقه على الله فهو أعز سلطان، ومن كان رزقه علي العبد، فهو عبد جبان.
- التلميع الإعلامي لا يصنع العظماء.
- العقل الفعال يميز الإنسان عن الحيوان، فإذا كنت أفكر فـأنا إنسان موجود.
- يتميز الإنسان عن كل خلائق الدنيا أنه صانع حضارته ومواد ثقافته وأدواته. فله عين تري وأذن تسمع وفاة يتكلم وفم يضحك ويد تعمل وتصنع.
- الإنسان هو الحيوان العاقل والمنتصب والصانع والمبدع والمنتج والمصور والمتكلم، وهذه الصفات جعلتنا بشرا.
- الإنسان فضولي بطبعه ولديه القدرة علي تدوين وتسجيل وتخيل وتذكر الأشياء.
- في التاريخ لا يوجد به ثوابت وكله حدسيات وتخميمات وملفقات وفرضيات.
- اليهود يدعون أنهم بناة الأهرامات، رغم أن إبراهيم كان في عهد الهكسوس وموسى كان خروجه من مصر أيام المملكة الحديثة.
- أوزوريس مرويات أسطورية مزجاة ولكن نقرأها ونتمتع بها لأن الأساطير فكر الأولين.
- كيف أكتب كلمة لأمي لا يقرأ كيف أرسم لوحة لعين عمياء لا ترى. كيف أعزف لحنا في أذن صماء لا تسمع؟ كيف أقول شعرا لمن لا يعقل ولا يتدبر. كيف أسمع لأبكم لا ينطق عملا بالحكمة الصينية لا أسمع لا أرى لا أتكلم.
- هل يمكن ليد مغلولة أن تصفق ؟هل يمكن لشعب مغيب أن ينهض؟ هل يمكن لمقعد أن يقف؟ فمن أين يأتي الإبداع؟ والبطن خاوية والقلب خائف واليدان ترتجفان والعقل موجه والمستقبل قهقري.
- المعرفة أصبحت واقعا نجربه أو نرشده من خلال المنطق العقلي والمفهوم العلمي وليس حسب ما نظن أو نعتقد.
- العلم تحلل من الحدسية الافتراضية إلي ملموسات ومن التبريرية إلى الاكتشافات من خلال الممارسة ومن خلال الخطأ والصواب.
- الإنسان رغم ما بلغه من علم إلا أنه ما زال يلهث بلا نهاية ليكتشف الكون والحياة.
- من السهل أن تنطق ومن الصعب أن تسمع من في أذنه صمم.
- المعرفة لا كهنوت فيها.